# Corchorus stenophyllus
Corchorus stenophyllus là một loài thực vật có hoa trong họ Cẩm quỳ. Loài này được (K.Schum.) Weim. mô tả khoa học đầu tiên năm 1936.